# Willy Lohmann
Willy Geert Lohmann (Zutphen, 7 mei 1936 – Kizkalesi, Turkije, 5 oktober 2013) was een Nederlandse striptekenaar. Lohman is beroemd geworden door zijn dagbladstrip Kraaienhove en zijn talrijke bijdragen aan de Nederlandse editie van MAD.

## Biografie
Lohmann werd geboren in Zutphen, maar groeide op in Utrecht. Na zijn schooltijd werkte hij eerst op de reclame-afdeling van Douwe Egberts en naderhand voor het reclamebureau De La Mar in Amsterdam. In die tijd begon hij in zijn vrije tijd strips te tekenen. In 1960 vestigde hij zich als freelance tekenaar. Hij werkte onder meer in opdracht van de legendarische studio's van Marten Toonder, waar hij enige tijd de krantenstrip Tom Poes tekende.
Van 1962 tot 1972 maakte hij de serie Kraaienhove in het dagblad Het Parool. Ander bekend werk is de strip Liselore in het weekblad Nieuwe Revu, de informatieve strip Frank en Ewoud en de gestolen tankauto voor de Waterleiding Maatschappij Overijssel en strips, illustraties en omslagen voor de Nederlandse editie van Mad Magazine en het striptijdschrift De Vrije Balloen.
Hij tekende ook cartoons die ook in het buitenland werden gepubliceerd en won hiermee meerdere internationale prijzen. Het Stripschap kende hem in 2006 de Bulletje en Boonestaak Schaal toe, als een van de stripmakers die aan de wieg van het Nederlandse beeldverhaal heeft gestaan.
Lohmann woonde op een woonboot in Halfweg. Hij overleed tijdens een vakantie in Turkije en werd gecremeerd op begraafplaats Westerveld in Driehuis. Zijn laatste strip, 'Odewijk de Goede', werd postuum gepubliceerd in Stripnieuws 53 van november 2013.

### Eigen stripalbums, behalveKraaienhove
- Lohmann, W.G. (1983) Liselore + Liselore in Calvijnsland +Liselore en de Ikatessen (deel 25 in de reeks Bibliotheek van het Nederlandse Beeldverhaal), Bayum: De Lijn. ISBN 90-6653-507-5
- Lohmann, W.G. (1983) Liselore - met: De Stadsgreep + Het Wegwezen (deel 36 in de reeks Bibliotheek van het Nederlandse Beeldverhaal), Bayum: De Lijn. ISBN 90-6653-523-7
- Lohmann, W.G. (1985) Alle gaar (deel 42 in de reeks Bibliotheek van het Nederlandse Beeldverhaal), Bayum: De Lijn. ISBN 90-6653-563-6
- Lohmann, W.G. (2006) Marco Silvester en het spookhuis, Rotterdam: Stripstift. ISBN 90-74539-09-2
- Lohmann, W.G. (2007) Marco Silvester en het Parados-drama, Rotterdam: Stripstift. ISBN 90-74539-18-1

### Stripalbums in opdracht
- Bekkers, G.M.J. en W.G. Lohmann (1973) Agressie een strip over geweld, Zeist: Bureau Hoofdraadsman.
- Bekkers, G.M.J. en W.G. Lohmann (1975) Lex Leider. een strip over leiderschap en macht, Zeist: Bureau Hoofdraadsman.
- Lohmann, W.G. (1978) Frank en Ewoud en de gestolen tankauto, Rijswijk: VEWIN (Waterleidingmaatschappij Overijssel, Zwolle).
- Klein, P. en W.G. Lohmann (1981) De nieuwe, Amsterdam: Meulenhoff Informatief. ISBN 90-290-9692-6

### Stripalbums als scenarist (pseudoniem: Willy Loneman)
- Haasteren, J. van (1982) Hard gelach en andere verhalen, Zelhem: Aboris. ISBN 90-343-2011-1

### Cartoonalbums
- Lohmann, W.G. (1983) Trouwboekje: gebeurtenissen en personen binnen en rond het huwelijk, Bayum: De Lijn. ISBN 90-6653-524-5
- Lohmann, W.G. (1985) Paraat per prent, Zeist: Bureau Hoofdraadsman. ISBN 90-9400550-6
- Lohmann, W.G. en Lorenzo (1987) Scherzando : muziek in cartoons, Nijmegen: De Mandarijn. ISBN 90-6394-035-1
- Lohmann, W.G. (1989) De vreugde van het vaderschap, Hazerswoude-dorp: Mondria. ISBN 90-6555-405-X
- Lohmann, W.G. (1990) Het vrolijke moederwoordenboek, Hazerswoude-dorp: Mondria. ISBN 90-6555-420-3
- Lohmann, W.G. (1990) Het vrolijke vaderwoordenboek, Hazerswoude-dorp: Mondria. ISBN 90-6555-439-4
- Lohmann, W.G. (1992) Blij Met Een Jaartje Erbij, Hazerswoude-dorp: Mondria. ISBN 90-6555-467-X
- Lohmann, W.G. (1996) De vreugde van het moederschap, Groningen: Mondria. ISBN 90-6555-708-3

### Bijdragen aan bundels
- (1970) Wordt Vervolgd, uitgever onbekend.
- (1983) Lachen mag altijd. Derde Nederlands cartoonfestival, Hazerswoude-dorp: Mondria. ISBN 90-6555-049-6.
- (1986) Top secret: dossier vier dozijn (jubileumuitgave Agent 327), Haarlem: Oberon.
- (1987) Kun je nog lachen?, Hazerswoude-dorp: Mondria. ISBN 90-6555-183-2.
- (1988) Wat een beestenboel. De mooiste dierenverhalen bijeengebracht door Hemmo Drexhage, Amersfoort: Novella, in opdracht van Hema, Amsterdam. Met 12 door Willy Lohmann geïllustreerde verhalen.
- (1989) Cartoon Aid, London: Cartoon Aid. ISBN 90-73033-01-2.
- (1989) 4e Nederlands Cartoonfestival. Huilen van het lachen, Hazerswoude-dorp: Mondria.
- (1990) Computer-humor, Hazerswoude-dorp: Mondria. ISBN 90-6555-344-4.
- (1992) 7e Nederlands Cartoonfestival. Rekken en strekken, Hazerswoude-dorp: Mondria.
- (1994) Op weg met het openbaar vervoer, Hazerswoude-dorp: Mondria. IBSN 90-6555-570-6
- (1994) Lang leve het Openbaar Vervoer, Hazerswoude-dorp: Mondria. ISBN 90-6555-573-0.
- (1995) Tulip cartoons. ISBN 90-802406-1-3.
- (1997) Cartoons from Egypt & Europe. Feco.
- (1998) 12e Nederlands Cartoonfestival. 2000 jaar eten & drinken. in cartoons + recepten, Rijswijk: Elmar Publishers. ISBN 90-389-0778-8.
- (1998) Cartoons over boeken. Feco/Damme boekendorp, met 2 cartoons van Willy Lohmann).
- (2001) 14e Nederlands Cartoonfestival. Kletsnat: cartoons over water, Hillegom: Epos International.
- (2006) Was Tom Poes maar hier, Amsterdam: De Bezige Bij. ISBN 90-234-1917-0
- (2017) Dossier File Nederlands Cartoonfestival 1983-2017. Uitgave FECO Holland

### Bijdragen als illustrator
- Kok, J. (1983) Verhalen uit de Houtrakpolder, Santpoort: Cornegge.
- Mok, M. (1983) De doorleesbril, Baarn: De Prom. ISBN 90-263-2530-4
- Boot, M. en M. van Dorp (1990) Dagboek van een ongeboren baby, Hazerswoude-dorp: Mondria. ISBN 90-6555-428-9